# Castellano (moneta)

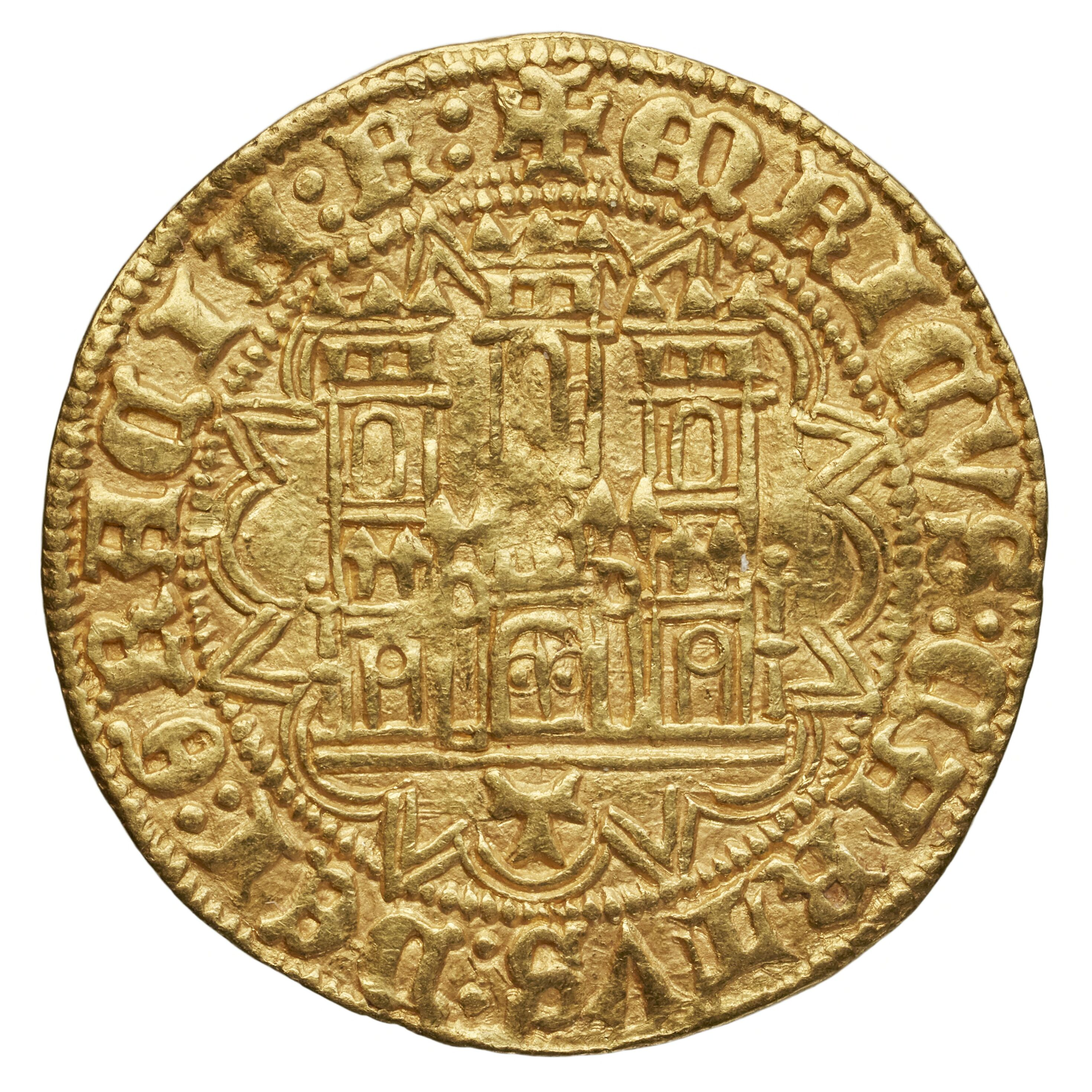
Typowy awers castellana (z mennicy w Toledo)

Castellano (dobla castellana, enriques) – złota średniowieczna moneta hiszpańska wprowadzona przez króla Kastylii i Leónu Henryka IV.
Emitowana w latach 1471-1474. Wagowo odpowiadała 4,6 grama złota; wartością równa była ½ dobli. Wytwarzano ją ze złota pochodzącego z Afryki. Najliczniejsze znane castellany pochodzą z mennic Burgos, Sewilli, Toledo, oznaczanych odpowiednio literami alfabetu.
Nazwa tej monety (zwanej też castillan) pochodziła od wizerunku zamku (łac. castellum, herb Kastylii) umieszczonego na jej awersie, czym wyróżniała się od innych dobli tego władcy opatrzonych połączonym herbem Kastylii i Leonu (wspięty lew).